# Mostazal
Mostazal är en kommun i Chile.   Den ligger i provinsen Provincia de Cachapoal och regionen Región de O'Higgins, i den södra delen av landet, 60 km söder om huvudstaden Santiago de Chile.
I omgivningarna runt Mostazal växer huvudsakligen savannskog. Runt Mostazal är det ganska glesbefolkat, med 42 invånare per kvadratkilometer.